# Artem Fedetskyi
Artem Andriyovych Fedetskyi - em ucraniano, Артем Андрійович Федецький (Novovolynsk, 26 de abril de 1985) - é um futebolista profissional ucraniano que atua como defensor, atualmente defende o Dnipro Dnipropetrovsk.
Na era soviética, seu nome era russificado para Artyom Andreyevich Fedetskiy (Артём Андреевич Федецкий, em russo).

## Carreira
Artem Fedetskyi fez parte do elenco da Seleção Ucraniana de Futebol da Eurocopa de 2016.